# Joe Dawson
Joseph "Joe" Dawson, född 19 april 1889 i Odon, Indiana, död 18 juni 1946, var en amerikansk racerförare.

## Racingkarriär
Dawson tävlade bara på den högsta amerikanska racingscenen i ett fåtal år, men lyckades med att vinna den andra årgången av Indianapolis 500 år 1912, en seger som kom efter att loppets ledare Ralph DePalma fått mekaniskt fel med bara 15 kilometer kvar av tävlingen. Det var hans finaste seger i karriären, och han blev en av de förare från Indiana som vunnit delstatens största idrottstävling alla kategorier. Dawson var även framgångsrik i det nationella mästerskapet, där han blev tvåa säsongen 1910, samt trea år 1912. Dawson var den yngste vinnare av Indy 500, tills Troy Ruttman vann 40 år senare. Dawson avled 1946.